# San Flaviano (Giulianova)

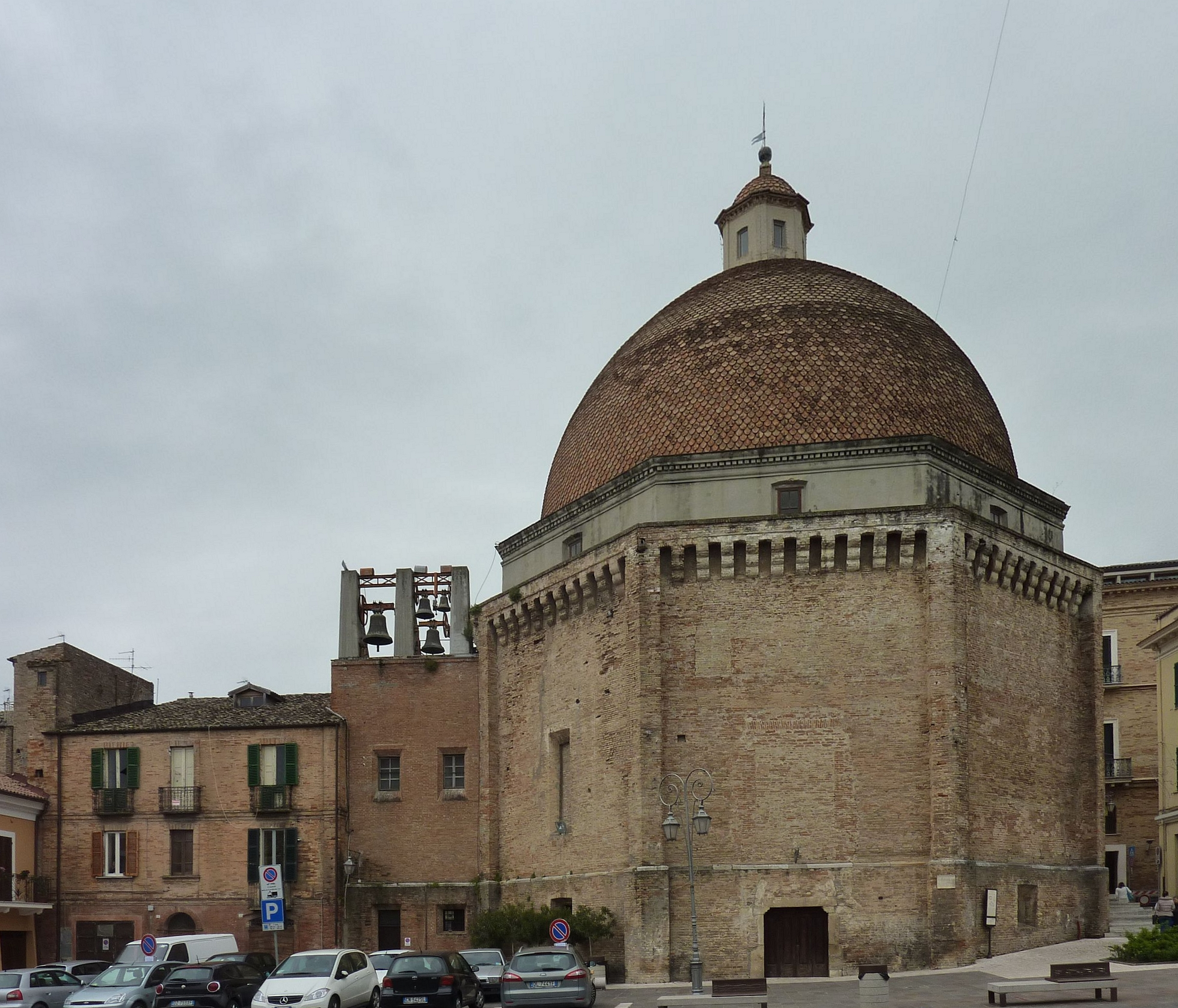
San Flaviano

Der Duomo San Flaviano in Giulianova ist ein Renaissancebauwerk.

## Geschichte
Die Kirche ist dem heiligen Flavian gewidmet, dessen Überreste im Jahr 1004 von Konstantinopel nach Ravenna transportiert werden sollten. Damals musste das Schiff nach einem Unglück Anker werfen und in Terravecchia wurde eine erste Kirche für den Heiligen errichtet. Jahrhunderte später wurde San Flaviano errichtet. Diese Kirche trug allerdings zunächst den Namen S. Maria in Platea bzw. S. Maria in Piazza und wurde erst umbenannt, als die Reliquien des Heiligen 1478 aus der alten Kirche nach Giulianova transferiert worden waren.
Projektiert wurde der im späten 15. Jahrhundert begonnene oktogonale Bau möglicherweise von Francesco di Giorgio Martini in der Zeit, in der auch die hauptsächlichen Strukturen der Altstadt von Giulianova wie der Herzogspalast, die Stadtmauer und die wichtigsten Straßen angelegt wurden. In der Gestalt, die der Dom nach seiner Fertigstellung zu Beginn des 16. Jahrhunderts hatte, wich er von seiner ursprünglich geplanten Konstruktion ab. Unter anderem besaß er damals statt der heute vorhandenen Rundkuppel ein Kreuzrippengewölbe.
Der Dom wurde im Laufe der Zeit einigen Veränderungen unterworfen. So wurden die grün-blauen Majolika-Ziegel, mit denen die weithin sichtbare Rundkuppel gedeckt gewesen war, entfernt. Außerdem wurden die Fenster vergrößert, was den Hell-Dunkel-Effekt, den der Architekt geplant hatte, zerstörte, und die Höhe der Kuppel wurde verringert. Um äußerlich die geplanten Dimensionen beizubehalten, wurde allerdings ein Kreuz auf der Kuppellaterne angebracht.

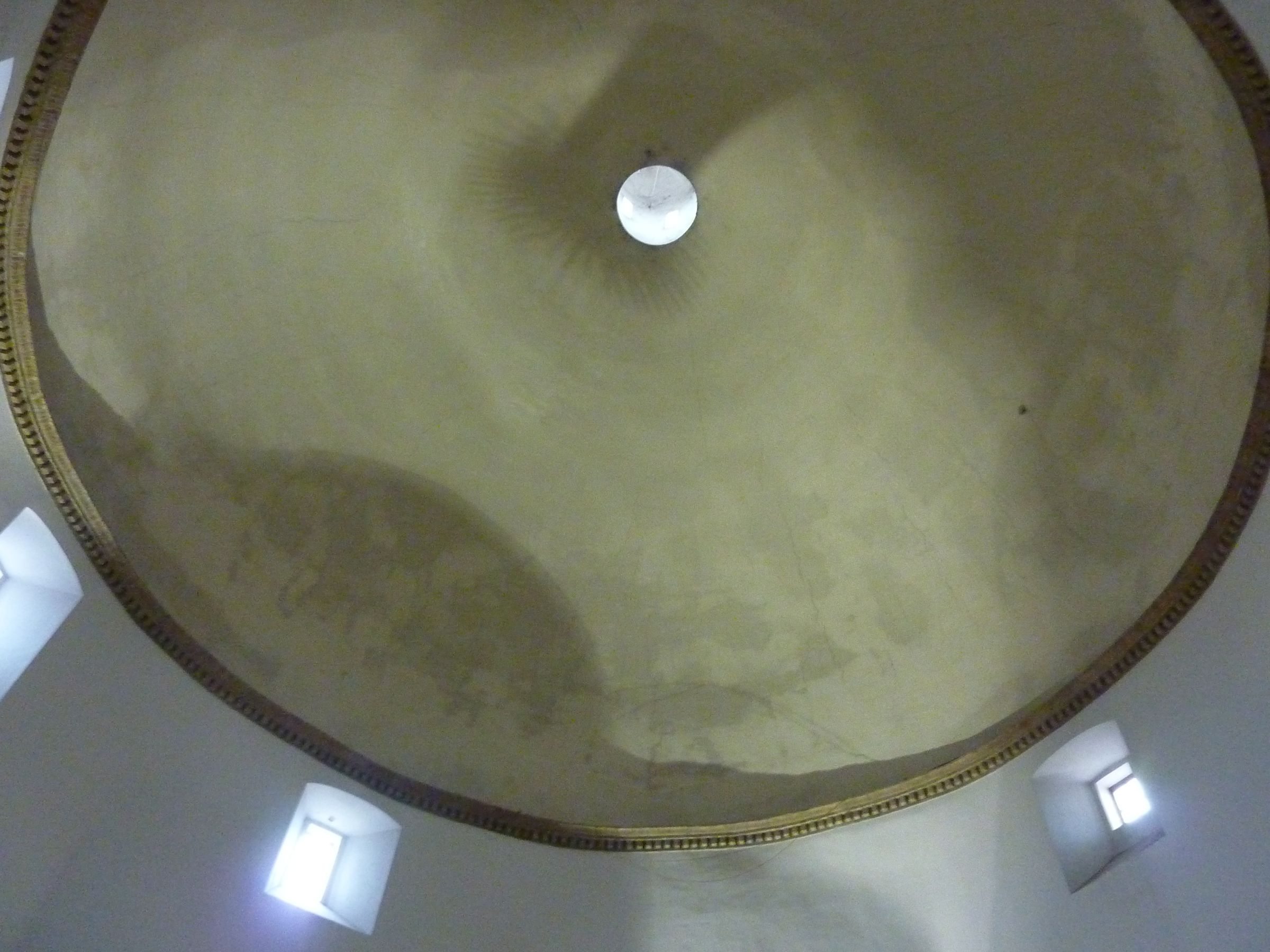
Blick in die Kuppel

In der Spätrenaissance wurde das Innere der Kirche ausgeschmückt; ebenso war das Bauwerk zeitweise mit barockem Schmuck ausgestattet. Im Zuge mehrerer Renovierungen, die in den Jahren 1871, 1895, 1926, 1939 und 1948 ausgeführt wurden und unter anderem wegen statischer Probleme und Wasserschäden notwendig geworden waren, wurden diese Dekorationen nach und nach wieder entfernt, so dass sich die Kirche heute wieder in den einfachen Formen des 15. Jahrhunderts präsentiert.
In der Krypta, wo die Reliquien des heiligen Flavian lange Zeit untergebracht waren, wirken acht Pfeiler mit einem zentralen Schirm- und einem ringförmigen Kreuzgewölbe zusammen.
In einem Reiseführer wird der Dom als „eine der vollkommensten Renaissancekirchen der Abruzzen“ bezeichnet, die „inmitten verlassener und verfallener Häuser“ stehe, ein anderer vermerkt, er sei „still worth a look“, obwohl er keine „artefacts of importance“ enthalte.

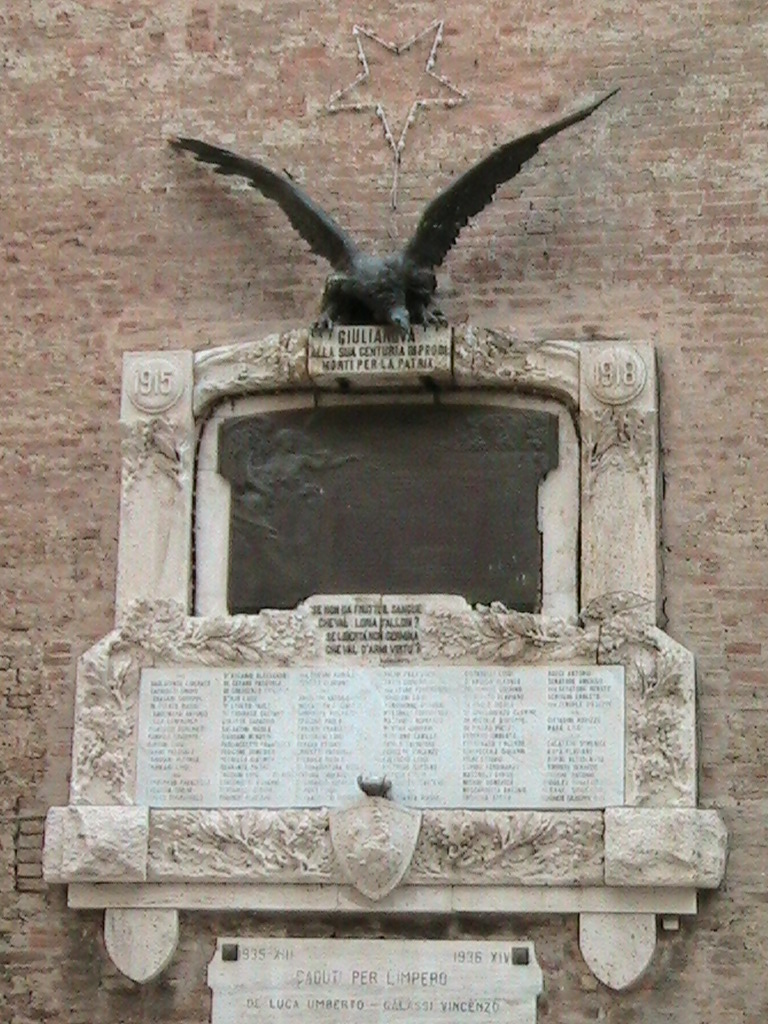
Das Gefallenendenkmal

Die Kirche ist mit einigen zeitgenössischen Kunstwerken ausgestattet; auf dem linken Seitenaltar findet sich eine marmorne Madonna mit dem Kind von Venanzo Crocetti, vom selben Künstler stammt das bronzene Kruzifix des Hauptaltars. Den Taufstein schuf Francesco Coccia, der auch weitere Ausstattungsstücke der Kirche gestaltet hat. Die Kreuzwegszenen stammen von Aligi Sassu. An der Außenseite der Kirche, zum Corso Garibaldi hin, befindet sich seit 1922 ein Ehrenmal für die Gefallenen des Ersten Weltkriegs, das von einem älteren bronzenen Adler von Ulderico Ulizio gekrönt ist.